# Diallactia gracilis
Diallactia gracilis är en tvåvingeart som beskrevs av Plakidas 1999. Diallactia gracilis ingår i släktet Diallactia och familjen gallmyggor. Inga underarter finns listade i Catalogue of Life.